# 大尋寶家
是2014年乔治·克鲁尼导演的一部美国戰爭电影，主演有喬治·克隆尼、麥特·戴蒙和凱特·布蘭琪。根据羅伯特·M·艾德塞爾及Bret Witter所写的历史书籍《大尋寶家》（The Monuments Men: Allied Heroes, Nazi Thieves and the Greatest Treasure Hunt in History）改编而成。2014年2月7日在美国率先上映。

## 剧情
二战纳粹德军侵略欧洲时期，希特勒借机掠夺大量珍贵艺术品。一些来自美国和英国的历史学家博物馆人员组织起来与时间赛跑，冒着生命危险与纳粹军人周旋，保护并夺回了大量艺术珍品。

## 角色
- 喬治·克隆尼 飾 法蘭克·史托克斯中尉（Lt. Frank Stokes），角色原型為George L. Stout（英语：George L. Stout）
  - 尼克·克隆尼（英语：Nick Clooney） 飾 年老的史托克斯
- 麥特·戴蒙 飾 詹姆斯·格蘭傑中尉（Lt. James Granger），角色原型為詹姆斯·羅里默
- 凱特·布蘭琪 飾 克萊兒·席夢（Claire Simone），角色原型為Rose Valland（英语：Rose Valland）
- 約翰·古德曼 飾 沃爾特·加菲爾德中士（Sgt. Walter Garfield），角色原型為Walker Hancock（英语：Walker Hancock）
- 比爾·莫瑞 飾 理查德·坎貝爾中士（Sgt. Richard Campbell），角色原型為Ralph Warner Hammett及Robert K. Posey
- 休·博內威利 飾 唐納德·杰佛里斯（2nd Lt. Donald Jeffries），角色原型為Ronald Edmond Balfour（英语：Ronald Edmond Balfour）
- 尚·杜賈爾登 飾 2nd Lt. Jean-Claude Clermont
- 卜·巴拉班（英语：Bob Balaban） 飾 Pvt. Preston Savitz，角色原型為Lincoln Kirstein（英语：Lincoln Kirstein）
- Serge Hazanavicius（英语：Serge Hazanavicius） 飾 René Armand，角色原型為Jacques Jaujard
- Sam Hazeldine（英语：Sam Hazeldine） 飾 Colonel Langton
- 迪米特里·萊奧尼達斯 飾 Pvt. Sam Epstein，角色原型為Harry L. Ettlinger（英语：Harry L. Ettlinger）
- 葛蘭·海斯洛夫 飾 the Army Field Surgeon
- Miles Jupp（英语：Miles Jupp） 飾 Major Fielding
- Justus von Dohnányi（英语：Justus von Dohnányi） 飾 Viktor Stahl，角色原型為Franz von Wolff-Metternich

## 制作
2013年3月在德国开拍，其他拍摄地包括英格兰，同年6月底杀青。

## 反响

### 评价
媒体综评52分，烂番茄新鲜度33%，影片获得了两极化口碑。好评主要集中在影片的历史意义和文化意义之上。《纽约杂志》：“我很欣赏这部电影，优雅、自然、有魅力。”《滚石杂志》：“克鲁尼在这部电影中展现了正能量，让人们知道什么是善良和勇气。他也告诉我们，在这个世界上，有很多事情是值得我们去奋斗和拼搏的。” 差评主要集中在导演对影片的控制上。《亚利桑那共和报》：“克鲁尼从来没有找到一个行之有效的方法，把历史正剧和喜剧结合起来，这让影片失控。”IndieWIRE：“影片过于温吞水，没有起伏和情节的高潮。”The Wrap：“故事的材料和影片的表述之间有一道鸿沟。最后的结果是言不达意，缺少内涵。”《好莱坞报道者》：“影片的大部分时间都太过于平淡，既不令人兴奋，也不令人有感。”

### 票房
美国首周末收获2270万美元列第二位，成为克鲁尼执导影片开画榜第一位。次周末收1500万排第四，累计4367万美元。第三周末收810万列第五，累计5805万。第四周末收500万列第四位，累计6569万。
台北首周末收290万新台币列第五位。中国大陆首周三天收3100万人民币列第四位，次周收1500万列第五；最终累计4760万。